# Sound of Music (musikalbum)
Sound of Music är ett soundtrackalbum, släppt 1995, av Carola Häggkvist och Tommy Körberg. Albumet innehåller låtarna från musikalen Sound of Music. På albumlistorna placerade sig albumet som bäst på 15:e plats i Sverige.

## Låtlista
1. The Sound of Music
2. Det bästa jag vet (My Favorite Things)
3. Edelweiss
4. Do-re-mi
5. Du är sexton (Sixteen Going on Seventeen)
6. Visan om vallpojken (The Lonely Goatherd)
7. Något gott (Something Good)
8. Jag tror på mig (I Have Confidence in Me)
9. Kärleken kan dö (How Can Love Survive)
10. Avskedsvisan (So Long Farewell)
11. Sök dig till bergen (Climb Ev'ry Mountain)

## Medverkande
- Torbjörn Neiman - sång
- Christian Bergqvist, vl
- Jan Levander - flöjt, klarinett
- Lars Hammarteg - slagverk
- Jan Radesjö - klaviatur

## Listplaceringar
| Lista (1995-1996) | Topplacering |
| ----------------- | ------------ |
| Sverige           | 15           |